# Стара Бања (Грчка)
Стара Бања или Палиотрос (грч. Άγιος Δημήτριος, Ајос Димитриос) је насељено место у општини Висалтија у периферији Средишња Македонија, Грчка. Према попису из 2021. године било је 212 становника.
Према бугарском географу и историчару, Василу Канчову, у Старој Бањи је 1900. године живело 140 Турака и 90 Словена хришћана. Македонски историчар Тодор Симовски бележи да је словенско становништво је у процесу хеленизације. Након принудног исељења турског становништва у Турску, на њихово место је 1923. године насељена 41 грчка избегличка породица, укупно 199 особа. На попису из 1928. године Стара Бања је мешовито насеље са 396 становника.